# السا (تگزاس)
السا، تگزاس(به انگلیسی: Elsa, Texas) شهری در ایالت تگزاس از ایالات جنوبی ایالات متحده آمریکا است. در سرشماری سال ۲۰۰۰، جمعیت این شهر ۵۵۴۹ نفر اعلام شد.